# Zurab Iakobishvili
Zurab Iakobishvili –en georgiano: ზურაბ იაკობაშვილი– (Kvareli, 4 de febrero de 1992) es un deportista georgiano que compite en lucha libre.
Ganó cuatro medallas en el Campeonato Mundial de Lucha entre los años 2017 y 2022, y tres medallas en el Campeonato Europeo de Lucha entre los años 2017 y 2022.

## Palmarés internacional
| Campeonato Mundial | Campeonato Mundial | Campeonato Mundial | Campeonato Mundial |
| Año                | Lugar              | Medalla            | Categoría          |
| ------------------ | ------------------ | ------------------ | ------------------ |
| 2017               | París (Francia)    | Medalla de oro     | 65 kg              |
| 2018               | Budapest (Hungría) | Medalla de bronce  | 70 kg              |
| 2021               | Oslo (Noruega)     | Medalla de bronce  | 70 kg              |
| 2022               | Belgrado (Serbia)  | Medalla de bronce  | 70 kg              |
| Campeonato Europeo |                    |                    |                    |
| Año                | Lugar              | Medalla            | Categoría          |
| 2017               | Novi Sad (Serbia)  | Medalla de bronce  | 65 kg              |
| 2018               | Kaspisk (Rusia)    | Medalla de bronce  | 70 kg              |
| 2022               | Budapest (Hungría) | Medalla de oro     | 70 kg              |